# 니쓰역
니쓰역(일본어: 新津駅)은 일본 니가타현 니가타시 아키하구에 있는, 동일본 여객철도의 철도역이다. 신에쓰 본선이 지나가며, 반에쓰사이선과 우에쓰 본선의 시종착역이다. 소속 노선은 신에쓰 본선이다. 또한, 일본화물열차(JR 화물)도 제2종 철도사업자로서 니쓰 역의 사용이 가능하다.
아키하구 니쓰 지구 일대(구 니쓰 시)의 대표역이다. 하행 침대특급 《아케보노》를 제외한 모든 정기여객열차가 필수 정차하고 있으며, 이른바 "니가타 근교 구간"에 속해 있어 니쓰 역 ~ 니가타 역 사이에서는 빠르게는 5분 간격으로 열차가 자주 운행되고 있다. 오사카역과 삿포로역을 잇는 임시 침대특급 《트와일라잇 익스프레스》 호의 혼슈섬 최북단 정차역이기도 하다.

## 역 구조
단식 1면 1선, 섬식 2면 4선으로 총 3면 5선이 있는 지상역이다. 역사는 선상 구조이다.
역장이 근무하는 동일본 여객철도 직영역으로, 주변 역들을 관리하고 있다. 오전 6시부터 오후 9시 30분까지 초록 창구를 영업하고 있으며, 자동발권기, 지정석발권기, 매점, 맞이방 등이 있다.
자동개찰기에서 스이카 및 제휴 교통카드의 사용이 가능하다.

### 승강장
| 1·2·3·4·5 | ■ 신에쓰 본선  | (상행) 히가시산조 · 나가오카 방면 |
| 1·2·3·4·5 | ■ 신에쓰 본선  | (하행) 니가타 방면                |
| 1·2·3·4·5 | ■ 우에쓰 본선  | 스이바라 · 시바타 · 무라카미      |
| 1·2·3·4·5 | ■ 반에쓰사이선 | 고센 · 쓰가와 · 아이즈와카마쓰    |

보통은 1·2번 승강장이 신에쓰 본선 상행(나가오카 방면), 4·5번 승강장이 하행(니가타 방면) 용도로 쓰이나, 시간대와 열차에 따라 승강장이 바뀌는 경우가 잦다. 다만 특급열차 상행은 2번선, 하행은 4번선을 이용하는 것으로 통일되어 있다.

## 역세권 정보

### 동쪽 출구
- 아키하 경찰서 니쓰에키마에 파출소
- 니쓰에키마에 우체국
- 니쓰 우체국
- 니쓰 온천
- 니가타 시 니쓰 지역 교류 센터

## 서쪽 출구
- 국도 제403호선
- 국도 제460호선
- 종합 차량 제작소 니쓰 사업소
- 아키하구청사

## 역사
- 1897년 11월 20일 - 호쿠에쓰 철도가 눗타리 역 ~ 이치노키도 역(지금의 히가시산조역)을 개통할 때 동시에 개업했다.
- 1907년 8월 1일 - 국유화에 따라 일본국유철도 신에쓰 본선의 소속이 되었다.
- 1910년 10월 25일 - 신에쓰 본선의 지선이 마오로시역까지 개통되어 환승역이 되었다. 이 지선은 지금의 반에쓰사이선이다.
- 1912년 9월 2일 - 신에쓰 본선의 다른 지선이 시바타 역까지 개통되었다. 이 지선은 지금의 우에쓰 본선이다.
- 1987년 4월 1일 - 민영화에 따라 동일본 여객철도의 소속이 되었다.
- 2006년 1월 21일 - 스이카의 사용이 개시되었다.

## 인접역
| 동일본 여객철도 신에쓰 본선       | 동일본 여객철도 신에쓰 본선 | 동일본 여객철도 신에쓰 본선   |
| --------------------------------- | --------------------------- | ----------------------------- |
| 가모 나오에쓰 방면                | ■ 쾌속                      | 니가타 방면                   |
| 후루쓰 나오에쓰 방면              | ■ 보통                      | 사쓰키노 니가타 방면          |
| 동일본 여객철도 반에쓰사이선      |                             |                               |
| 고센 기타가타·고리야마 방면       | ■ 쾌속 "아가노"             | 니가타 방면                   |
| 히가시니쓰 기타가타·고리야마 방면 | ■ 보통                      | 사쓰키노 니가타 방면          |
| 동일본 여객철도 우에쓰 본선       |                             |                               |
| 시·종착역                         | ■ 보통                      | 교가세 무라카미 · 사카타 방면 |